# Цифрова економіка
Цифрова еконо́міка (англ. Digital economy) — економіка, що базується на цифрових комп'ютерних технологіях. Цифрову економіку іноді називають інтернет-економікою, новою економікою або вебекономікою. Все частіше «цифрова економіка» переплітається з традиційною економікою, роблячи чітке розмежування складнішим. Під цифровою економікою розуміють виробництво, продажі та постачання продуктів через комп'ютерні мережі.

## Визначення
Термін «цифрова економіка» ввів 1995 року Дон Тепскотт. Термін «диджитал-економіка» (digital economy) введений у науковий обіг[джерело?] 1995 року американським ученим Ніколасом Негропонте.

## Наукове обґрунтування
Концепцію цифрової економіки стисло сформулював у метафорі «перехід від обробки атомів до обробки бітів» американський програміст Ніколас Негропонте — засновник медіалабораторії Массачусетського технологічного інституту, фундатор асоціації «One Laptop per Child».
Томас Месенбург у 2001 виділив такі три основні складові концепції «Цифрова економіка»:
- Опорна інфраструктура (апаратне забезпечення, програмне забезпечення, телекомунікації, мережі і т. д.),
- Електронний бізнес (як ведеться бізнес, будь-які процеси, які організація проводить через комп'ютерні мережі),
- Електронна комерція (передача товарів, наприклад, коли книга продається в онлайні).

На міжнародному рівні розраховують комплексний показник розвитку:
ІКТ — Networked Readiness Index (WEF); індикатор результативності впровадження інновацій — Global Innovation Index (INSEAD, WIPO); показник результативності ІКТ — ICT Development Index (ITU); індикатор конкурентоспроможності національної економіки — Global Competitiveness Index (WEF); Індекс людського розвитку (HDI), що визначається ООН.
Дослідження впливу диджиталізації на світовий ВВП почали проводити із поширенням комп'ютерних технологій наприкінці 1980-х років. Зокрема, за розрахунками закордонних експертів протягом 1987—1999 рр. середньорічне зростання цього показника внаслідок збільшення продажів комп'ютерів становило 0,3 %. Нова хвиля досліджень на предмет потенціалу диджиталізації пов'язана з поширенням інтернет-технологій 3G. За висновками фахівців консалтингової компанії «PWC», зростання світового ВВП упродовж 2000—2010 рр. внаслідок популяризації 3G-інтернету сягнуло близько 45 %.
Класифікація країн світу за рівнем диджиталізації дає змогу виокремити чотири стадії розвитку суспільства (таблиця).
З метою забезпечення показовості дослідження експерти PWC проаналізували вибірку зі 150 країн світу. Найбільша їхня кількість потрапила до групи обмеженого розвитку диджитал-економіки (рівень диджиталізації — 0–30 %). Це переважно найменш розвинуті країни, для яких характерний найнижчий рівень ВВП на особу та останні позиції в міжнародних індексах людського розвитку. Наприклад, згідно з рейтингом ВВП на особу за 2017 р. Індія посідає 142-е місце, Молдова — 143-є, країни Африки, які ввійшли до цієї групи, — останні місця. Ідентичними є позиції країн групи в Індексі людського розвитку (HDI).
До групи зародження диджитал-економіки належать країни, чий економічний розвиток і соціальний поступ здебільшого забезпечуються коштом багатих природних ресурсів і дешевої робочої сили. Рівень ВВП на одну особу в цих країнах залишається доволі низьким, що пов'язано з недостатньою розвиненістю соціальної інфраструктури, прірвою між рівнями життя найбідніших і найзаможніших верств населення.
| Рівень диджиталізації економіки, % | Стадії розбудови диджитал-економіки                                                              | Стадії розбудови диджитал-економіки                          | Стадії розбудови диджитал-економіки                                            | Стадії розбудови диджитал-економіки                                                                                                   |
| ---------------------------------- | ------------------------------------------------------------------------------------------------ | ------------------------------------------------------------ | ------------------------------------------------------------------------------ | --- |
| Рівень диджиталізації економіки, % | Обмеженого розвитку (constrained)                                                                | Зародження (emerging)                                        | Трансформацій (transitional)                                                   | Передового розвитку (advanced) |
| 0–30                               | 65 країн (Афганістан, більшість країн Африки, Молдова, Непал, Індія, Узбекистан, В'єтнам та ін.) |                                                              |                                                                                | |
| 30–40                              |                                                                                                  | 19 країн (Албанія, Вірменія, Бразилія, Грузія, Китай та ін.) |                                                                                | |
| 40–50                              |                                                                                                  |                                                              | 28 країн (Аргентина, Естонія, Латвія, Іран, Сербія, Туреччина, Україна та ін.) | |
| Понад 50                           |                                                                                                  |                                                              |                                                                                | 37 країн (Австралія, Австрія, Білорусь, країни Скандинавії, Франція, Німеччина, Польща, Гонконг, Японія, США, Велика Британія та ін.) |

Складено за: Maximizing the impact of digitization / PWC. URL: https://www.strategyand.pwc.com/media/file/Strategyand_Maximizing-the-Impact-of-Digitization.pdf; Human Development Report 2016. Human Development for Everyone. N. Y. : UNDP, 2016. 286 p.; World Bank Open Data. Free and open access to global development data. URL: http://data.worldbank.org/.
У рейтингу ВВП на одну особу за 2017 р. Китай — на 71-му місці, Грузія — на 110-му. За рівнем людського розвитку (HDI) Китай посідає 90-ту позицію, Грузія — 70-ту.
Рівень диджиталізації економік країн третьої групи наближається до середнього, оскільки відбуваються якісні зміни ІКТ, які створюють додану вартість у суспільстві. Відбувається трансформація видів діяльності з використанням диджитал-технологій як допоміжних, як важливого чинника досягнення бізнес-результатів, як основи забезпечення бізнес-стратегії, як підґрунтя формування нової бізнес-моделі. За критеріями PWC до цієї групи зачислено також економіку України, що підтверджує наявність базису для розширення потенціалу ІКТ у нашій державі. За ВВП на особу Україна посідає 133-є місце та 84-е в рейтингу HDI.
До четвертої групи входять розвинуті країни світу, де рівень диджиталізації є вищим від середнього. Водночас для таких країн характерні високий показник ВВП на особу й провідні позиції за індикатором людського розвитку. Норвегія є третьою за рівнем ВВП на особу й очолює рейтинг HDI, Австралія тринадцята за показником ВВП та друга за HDI.

### Обґрунтованість
Дистрибуція новацій має хвилеподібну форму, що було відзначено Евереттом Роджерсом у 1962 році. Такий процес може бути описаний моделлю Патлака-Келлера-Сегеля (PKS). Граничне спрощення комунікацій безперечно надає значні переваги користувачам цих систем над тими, хто не володіє такими можливостями. З екологічної точки зору така система суспільних відносин може бути представлена моделлю Волтерри-Лотки:
{\displaystyle {\begin{cases}{\frac {dN_{A}}{dt}}=r_{A}N_{A}({\frac {K_{A}-N_{A}-\alpha _{12}N_{B}}{K_{A}}}),\\{\frac {dN_{B}}{dt}}=r_{B}N_{B}({\frac {K_{B}-N_{B}-\alpha _{21}N_{A}}{K_{B}}}),\end{cases}}}
де {\displaystyle \alpha _{12}} - величина впливу частини суспільства {\displaystyle A} на частину {\displaystyle B,} a {\displaystyle \alpha _{21}} - вплив частини {\displaystyle B} на {\displaystyle A}. Ця модель описує залежність чисельностей {\displaystyle A} та {\displaystyle B} при сумісному існуванні. Така ситуація відповідає громадянській війні (див. Розділяй і володарюй) у гібридній формі. Подібні системі є повсюдними у природі: присутність на пасовищі одного кролика здійснює мінімальний вплив на популяцію корів, а велике число кроликів здійснює дуже суттєвий вплив, що відомо будь-якому фермерові. 
Відтак для обґрунтованості цифровізації не достатньо її ефективності у сенсі розв'язання проблем комунікацій, оскільки через затримки (які можуть бути обумовленими фінансовим положенням) у її поширенні не справджується принцип соціальної справедливості, який проголошується як основа закодавчих підходів. 

## Наукові розробки в Україні
Науковими розробками в галузі розвитку цифрової економіки України фундаментально займається сектор цифрової економіки відділу економічної теорії Інституту економіки та прогнозування Національної академії наук України.,
З метою прискорення поступу ІКТ в нашій державі в січні 2018 р. затверджено Концепцію розвитку цифрової економіки та суспільства України на 2018—2020 роки.

## Державна програма розвитку в Україні
17 січня 2018 року Кабінет Міністрів України затвердив урядову концепцію розвитку цифрової економіки в державі на 2018—2020 роки.,
Головним координаційним державним органом в питаннях електронного урядування є Державне агентство з питань електронного урядування.
5 липня 2018 року при Міністерстві економічного розвитку і торгівлі України почала роботу Координаційна рада з розвитку цифрової економіки в Україні.